# Xanthorhoe persimilis
Xanthorhoe persimilis là một loài bướm đêm trong họ Geometridae.